# Elatostema hymenophyllum
Elatostema hymenophyllum är en nässelväxtart som beskrevs av H. Winkl.. Elatostema hymenophyllum ingår i släktet Elatostema och familjen nässelväxter. Inga underarter finns listade i Catalogue of Life.